# NortonLifeLock
NortonLifeLock Inc. (trước đây gọi là Symantec Corporation) /sɪˈmænˌtɛk/ là một công ty phần mềm Hoa Kỳ có trụ sở tại Tempe, Arizona, Hoa Kỳ. Công ty sản xuất phần mềm bảo mật, lưu trữ, sao lưu và sẵn sàng - và cung cấp dịch vụ chuyên nghiệp để hỗ trợ cho phần mềm của họ. Netcraft đánh giá NortonLifeLock Inc. (bao gồm cả các công ty con) là nhà cung cấp chứng thực số được sử dụng nhiều nhất. NortonLifeLock Inc. là một công ty Fortune 500 và là thành viên của chỉ số thị trường chứng khoán S&P 500. Công ty cũng có trung tâm phát triển ở Pune, Chennai và Bengaluru (Ấn Độ).
Vào ngày 9 tháng 10 năm 2014, NortonLifeLock Inc. tuyên bố nó sẽ tách thành hai công ty kinh doanh độc lập vào cuối năm 2015. Một công ty sẽ tập trung vào bảo mật, công ty còn lại về quản lý thông tin. Vào ngày 29 tháng 1 năm 2016, doanh nghiệp quản lý thông tin đã được tách ra với tên gọi Veritas Technologies và được bán cho công ty đầu tư The Carlyle Group.

## Lịch sử

### Từ 1982 đến 1989
Được thành lập vào năm 1982 bởi Gary Hendrix với tài trợ từ National Science Foundation, ban đầu NortonLifeLock Inc. tập trung vào các dự án liên quan đến trí tuệ nhân tạo, bao gồm một chương trình cơ sở dữ liệu.

### Từ 1990 đến 1999
Tháng 5 năm 1990, NortonLifeLock Inc. thông báo kế hoạch hợp nhất và mua lại Peter Norton Computing, nhà phát triển các tiện ích cho DOS.

### Từ 2000 đến nay
Từ năm 1999 đến tháng 4 năm 2009, NortonLifeLock Inc. được dẫn dắt bởi Giám đốc điều hành John W. Thompson, vốn là một cựu phó chủ tịch của IBM.

### Tách ra
Vào ngày 9 tháng 10 năm 2014, NortonLifeLock Inc. tuyên bố rằng công ty sẽ tách thành hai công ty kinh doanh độc lập vào cuối năm 2015.

## Dòng sản phẩm Norton
Đến năm 2015, dòng sản phẩm Norton của NortonLifeLock Inc. bao gồm Norton Security, Norton Small Business, Norton Family, Norton Mobile Security, Norton Online Backup, Norton360, Norton Utilities và Norton Computer Tune Up.
Vào năm 2012, PCTools iAntiVirus được đổi tên để thành sản phẩm Norton dưới tên gọi iAntivirus, và được phát hành trên Mac App Store. Cũng trong năm 2012, the Norton Partner Portal Lưu trữ ngày 18 tháng 7 năm 2012 tại Wayback Machine được khôi phục lại để hỗ trợ bán hàng cho người tiêu dùng cho toàn bộ các công nghệ EMEA.

## Sáp nhập và mua bán

### Veritas
Ngày 16 tháng 12 năm 2004, Veritas và NortonLifeLock Inc. công bố kế hoạch sáp nhập. Với Veritas trị giá 13,5 tỷ đô la, đây là việc sáp nhập công ty ngành công nghiệp phần mềm lớn nhất tính đến nay. Các cổ đông của NortonLifeLock Inc. đã bỏ phiếu thông qua việc sáp nhập vào ngày 24 tháng 6 năm 2005; Thỏa thuận đã kết thúc thành công vào ngày 2 tháng 7 năm 2005. Kết quả của việc sáp nhập này, NortonLifeLock Inc. bao gồm các sản phẩm lưu trữ và khả dụng liên quan trong danh mục đầu tư của mình, cụ thể là Veritas File System (VxFS), Veritas Volume Manager (VxVM), Veritas Volume Replicator (VVR), Veritas Cluster Server (VCS), NetBackup (NBU), Backup Exec (BE) và Enterprise Vault (EV) (hệ thống lưu trữ thư điển tử).